# Halichondria adelpha
Halichondria adelpha är en svampdjursart som beskrevs av de Laubenfels 1954. Halichondria adelpha ingår i släktet Halichondria och familjen Halichondriidae. Inga underarter finns listade i Catalogue of Life.